# 61 (число)
Вижте пояснителната страница за други значения на 61.
61 (шестдесет и едно) е просто, естествено, цяло число, следващо 60 и предхождащо 62.
Шестдесет и едно с арабски цифри се записва „61“, а с римски цифри – „LXI“. Числото 61 е съставено от две цифри от позиционните бройни системи – 6 (шест) и 1 (едно).

## Общи сведения
- 61 е нечетно число.
- 61 е атомният номер на елемента прометий.
- 61-вият ден от годината е 2 март.
- 61 е година от Новата ера.